# Ponte Morandi (Toskana)
Die Ponte Morandi ist eine Fußgängerbrücke bei Vagli Sotto in der italienischen Provinz Lucca in der Toskana, die einen Arm des aufgestauten Lago di Vagli überquert, in dem der Lussiabach (Fosso Lussia) floss. Sie steht im Wasser des Sees und ist nur bei extremem Niedrigwasser in Gänze sichtbar.

## Beschreibung
Die Bogenbrücke wurde von Riccardo Morandi geplant und zwischen 1953 und 1955 im Auftrag der Società Elettrica Liguria e Toscana gebaut. Ihr dreigelenkiger Stahlbetonbogen hat eine Spannweite von 70 m. Er besteht aus zwei parallelen schmalen Bogenrippen, die durch Querstreben miteinander verbunden und versteift sind und deren Abstand nach oben kleiner wird, bis sie sich im Scheitel vereinen. Auf den Kämpferfundamenten der Bogenrippen steht je ein Paar schmaler Stützen, die, wie die Bogenrippen, leicht zueinander geneigt sind. Die 3,5 m breite Brückenplatte aus Spannbeton wird nur vom Bogenscheitel und den Stützen getragen.
Der Bogen wurde in zwei annähernd senkrecht stehenden Hälften auf den Kämpferfundamenten betoniert. Anschließend wurde je eine Hälfte nacheinander auf einen in der Mitte der Brücke errichteten provisorischen Turm abgelassen, der nach der Verbindung der Bogenhälften entfernt wurde. Bei der zwischen 1954 und 1956 in Südafrika gebauten Storms River Bridge (Paul Sauer Bridge) verwendete Morandi eine Weiterentwicklung dieses Verfahrens: er verzichtete auf den provisorischen Turm und ließ beide Brückenhälften gleichzeitig absenken.

## Bilder

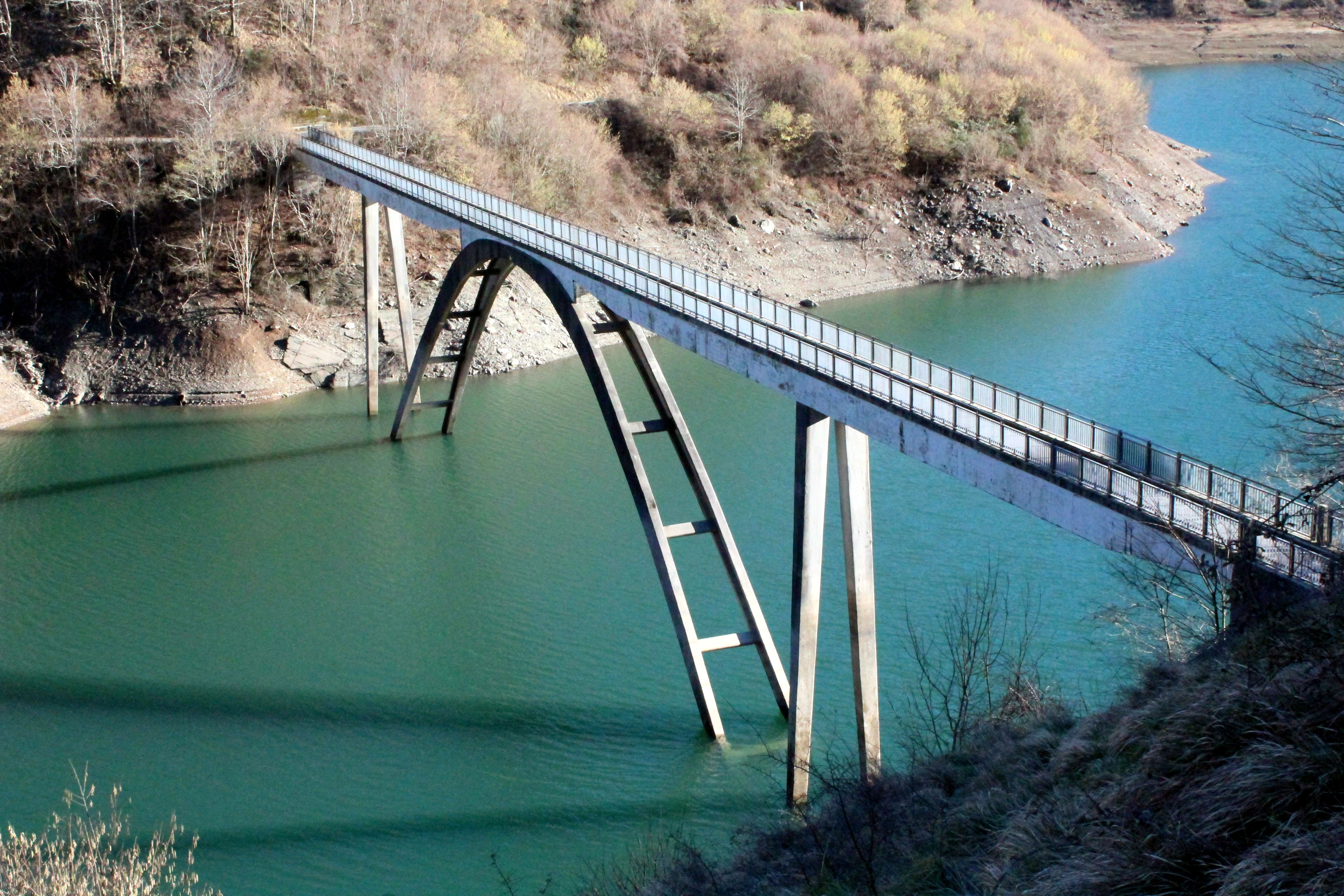
Die Brücke Ponte Morandi bei niedrigem Wasser (von Norden gesehen)
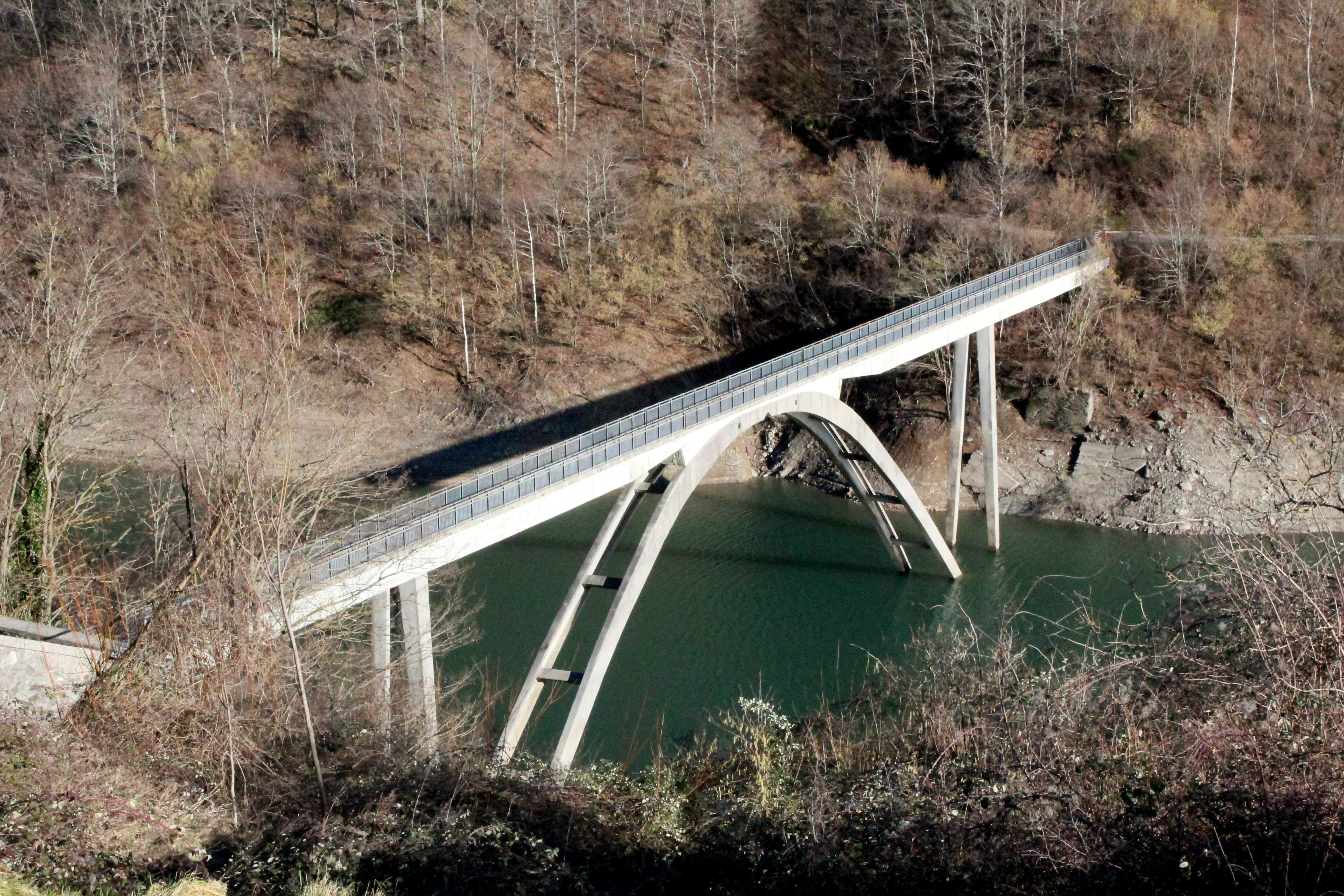
Die Brücke Ponte Morandi bei niedrigem Wasser (von Süden gesehen)
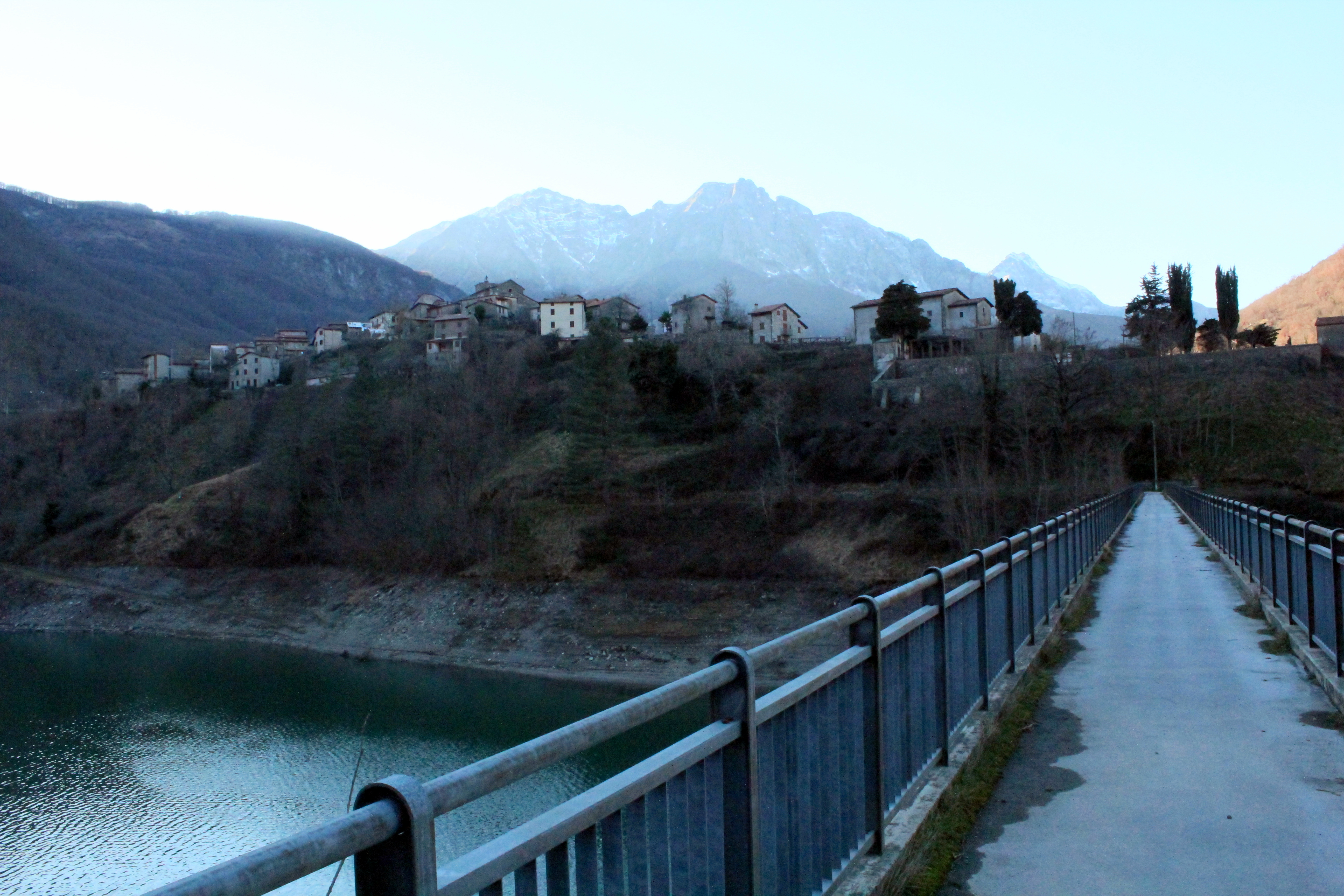
Die Brücke Ponte Morandi mit Brückenoberfläche (von Osten gesehen, mit Vagli Sotto)